# Bretoncelles
 Bretoncelles  es una población y comuna francesa, situada en la región de Baja Normandía, departamento de Orne, en el distrito de Mortagne-au-Perche y cantón de Rémalard.

## Demografía
| 1112 | 1215 | 1285 | 1270 | 1221 | 1343 |
| Para los censos de 1962 a 1999 la población legal corresponde a la población sin duplicidades (Fuente: INSEE [Consultar]) |      |      |      |      |      |